# Ljerka Očić
Ljerka Očić (tudi Ljerka Očić-Turkulin), hrvaška organistka * 1960, Zagreb.
Orgle je študirala na ljubljanski glasbeni akademija pri profesorju Hubertu Bergantu; pred diplomo leta 1982 in po njej se je izpopolnjevala v Parizu pri Gastonu Litaizeju, v Kölnu pri Michaelu Schneiderju in v Rimu pri Luigiju Celeghinu.
Koncertirala je po številnih evropskih in azijskih državah, kot tudi v ZDA, pri čemer je večkrat spremljala slovenskega trobentarja Stanka Arnolda.
Od leta 1992 poučuje orgle na Glasbeni akademiji v Zagrebu.
Njena sestra Jelena Očić je znana čelistka.

## Publikacije
Knjige:
- Orguljska umjetnost (Orglavska umetnost), 2004, ISBN 953-150-698-1
- Orgulje ... energija duha (Orgle ... energija duha), 2006, ISBN 9539664993